# オーパーツ

錆びない鉄柱（インド・デリー）

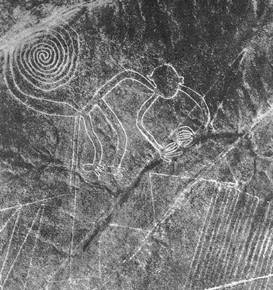
ナスカの地上絵、サル（ペルー）

オーパーツは、それらが発見された場所や時代とはまったくそぐわないと考えられる出土品や加工品などを指す。英語の「out-of-place artifacts」を略して「OOPARTS」とした語で、つまり「場違いな工芸品」という意味である。

## 概要
米国の動物学者で超常現象研究家のアイヴァン・サンダーソンの造語で、同国の作家、レニ・ノーバーゲンの著書を通じて一般に広まった。サンダーソンは発掘品の類のみを指す言葉だとして、伝世品の類はオープス（OOPTH; out of place thingの略）と呼ぶことを提唱していた。ただし、ノーバーゲンは伝世品も併せてこう呼んでおり、現在では伝世品も区別せずにオーパーツと呼ぶことが多い。
後述の一覧の通り、そのほとんどが「発見された時点では製造不可能と考えられていたが、後の研究の進歩（解析技術の向上）により論理的に説明可能になったもの」あるいは「完全な捏造品」に分類されている。日本語では「時代錯誤遺物」「場違いな加工品」と意訳されることもある。
「オーパーツ」は、主に出土品などが、考古学上その成立や製造法などが不明とされたり、当時の文明の加工技術や知見では製造が困難あるいは不可能に見える場合に使われる。正式な考古学用語ではなく、そういった出土品の存在を強調し、通説に疑義を唱える意図で主に使われる。
オーパーツは、現代科学の水準を超えるような超古代文明や古代宇宙飛行士説などの根拠とされることがしばしばある。しかし、例えば現在の感覚では想像がつかないほどの膨大なコスト（時間、人的資源など）を費やして製造した、出土当時の考古学的知識よりもその文明の実際の行動範囲が広かった、後代の発明とされた技術が当時すでに存在していた（あるいは技術が一度見出された後失われた）などの説明が可能である場合がある。
オーパーツは、一種の見世物としてや好事家の関心を惹く対象でもある。そのため、売名や詐欺的な動機での贋作や捏造も数多い。オーパーツとされる遺物のうち真に学術的にその価値を認められるものは、捏造と確定したものから疑惑レベルのものまでも除外すると、ごく限られる。このほか、出土品の分析の失敗や誇張された解釈などにより、誤ってオーパーツだとみなされるケースもみられる。オーパーツとして著名な遺物のうちほとんどの解釈に疑問が投げかけられ、議論をかもしている。さらには、それらの誤解や誇大解釈が一人歩きして誇張され、超古代文明説を補強する材料として利用されている場合もある。

## オカルト文化においてオーパーツ扱いされるものの一覧
以下は考古学ではなくオカルト文化においてオーパーツと扱われるものである。

### 遺物・工芸品

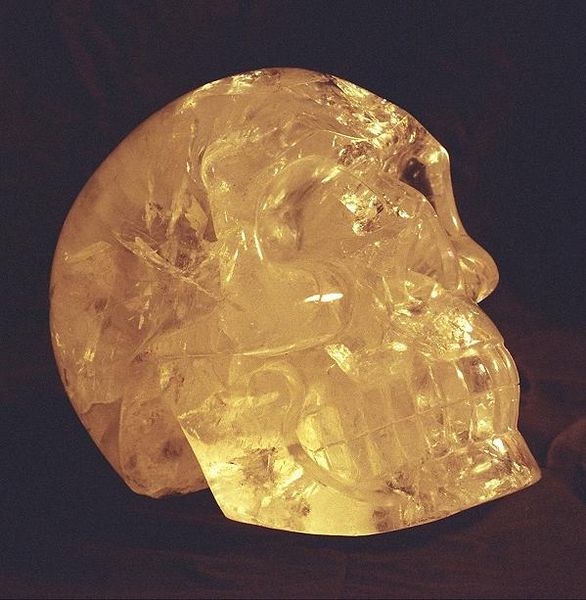
アステカの水晶髑髏

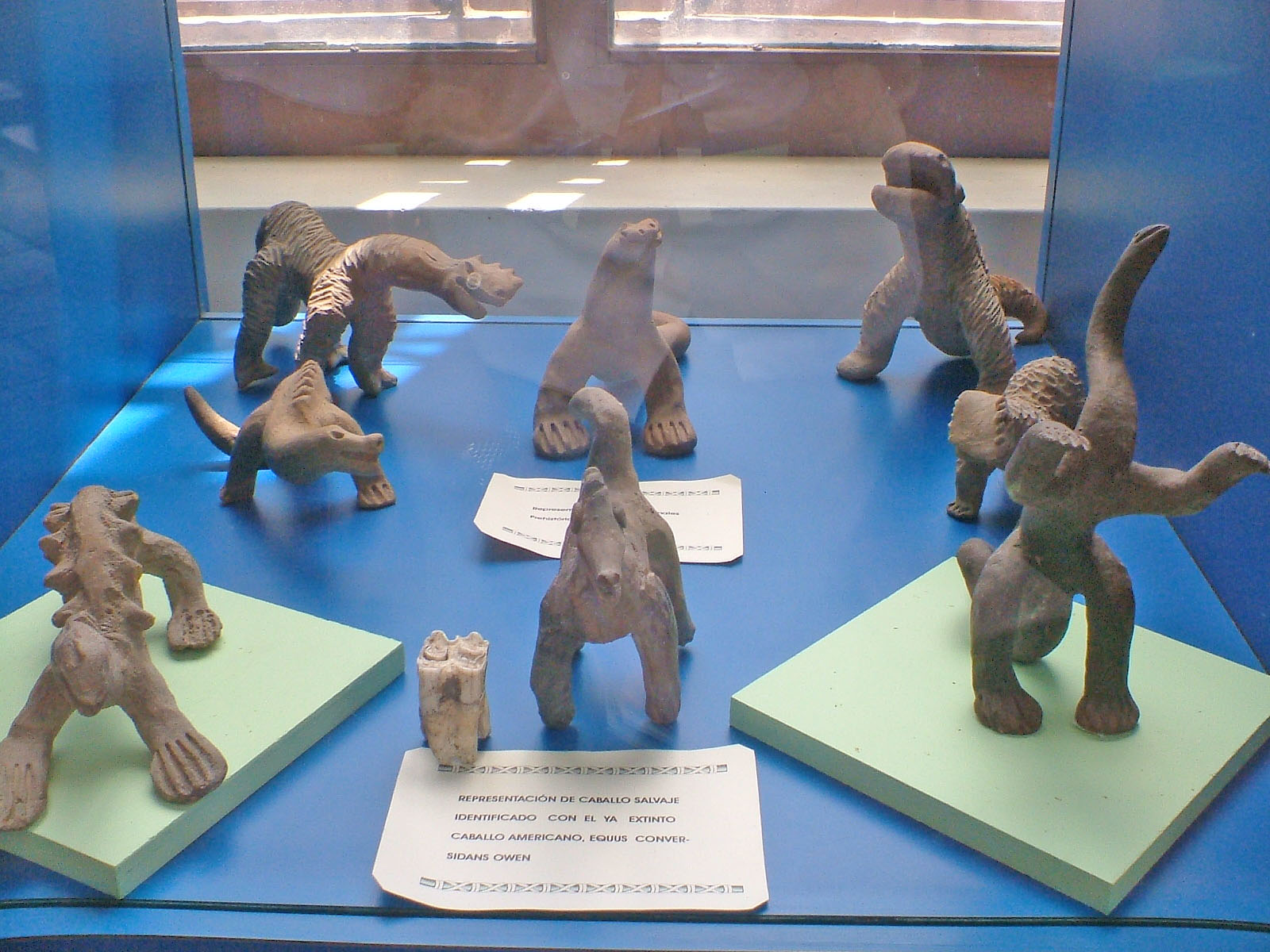
恐竜土偶

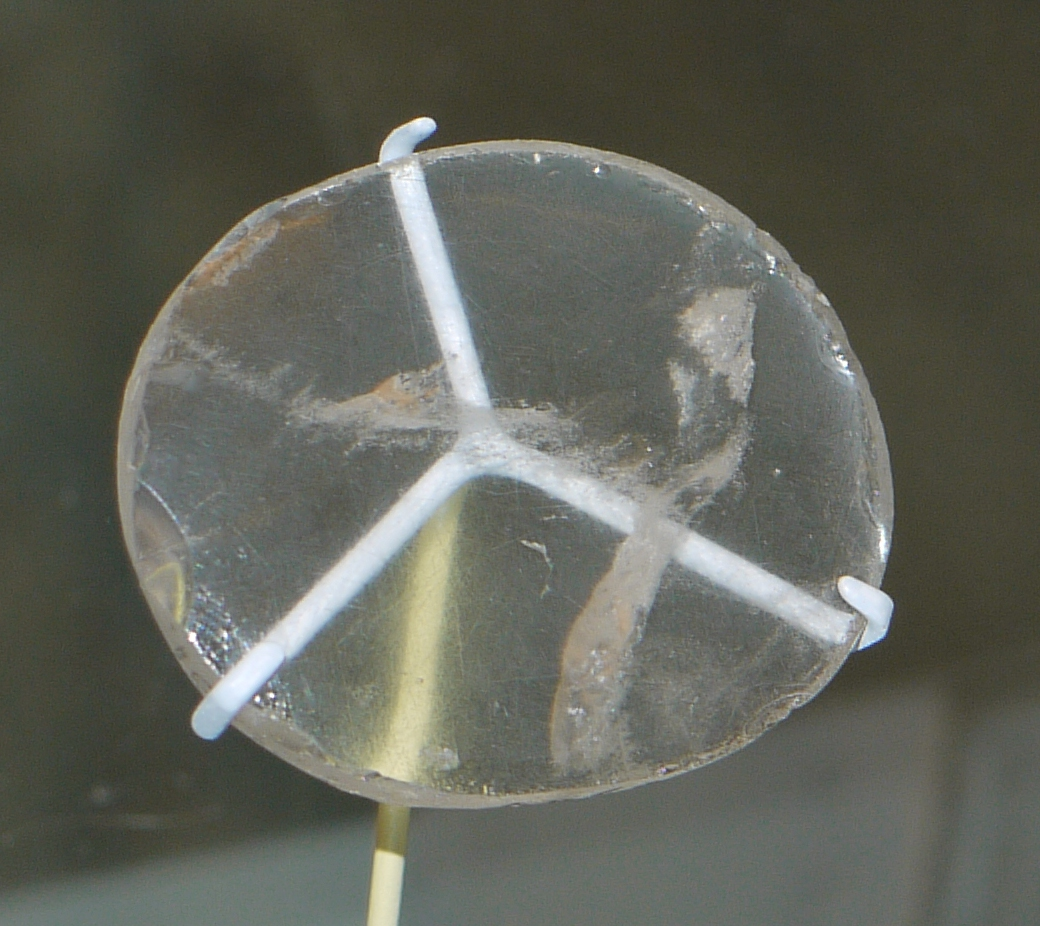
アッシリアの水晶レンズ

水晶髑髏
ルバアントゥン（ベリーズ）やアステカの遺跡で発見されたとされる水晶の髑髏（どくろ）。
後年の解析により水晶髑髏の全部ではないものの、精巧な作りの物は全て近現代に作られた工芸品であることが判明しており、オーパーツとしては捏造品である。
コロンビアの黄金スペースシャトル
飛行機（デルタ翼機）そっくりの形状をした、黄金で作られた工芸品。ハゼやナマズなどの魚類を模しているとみられる。

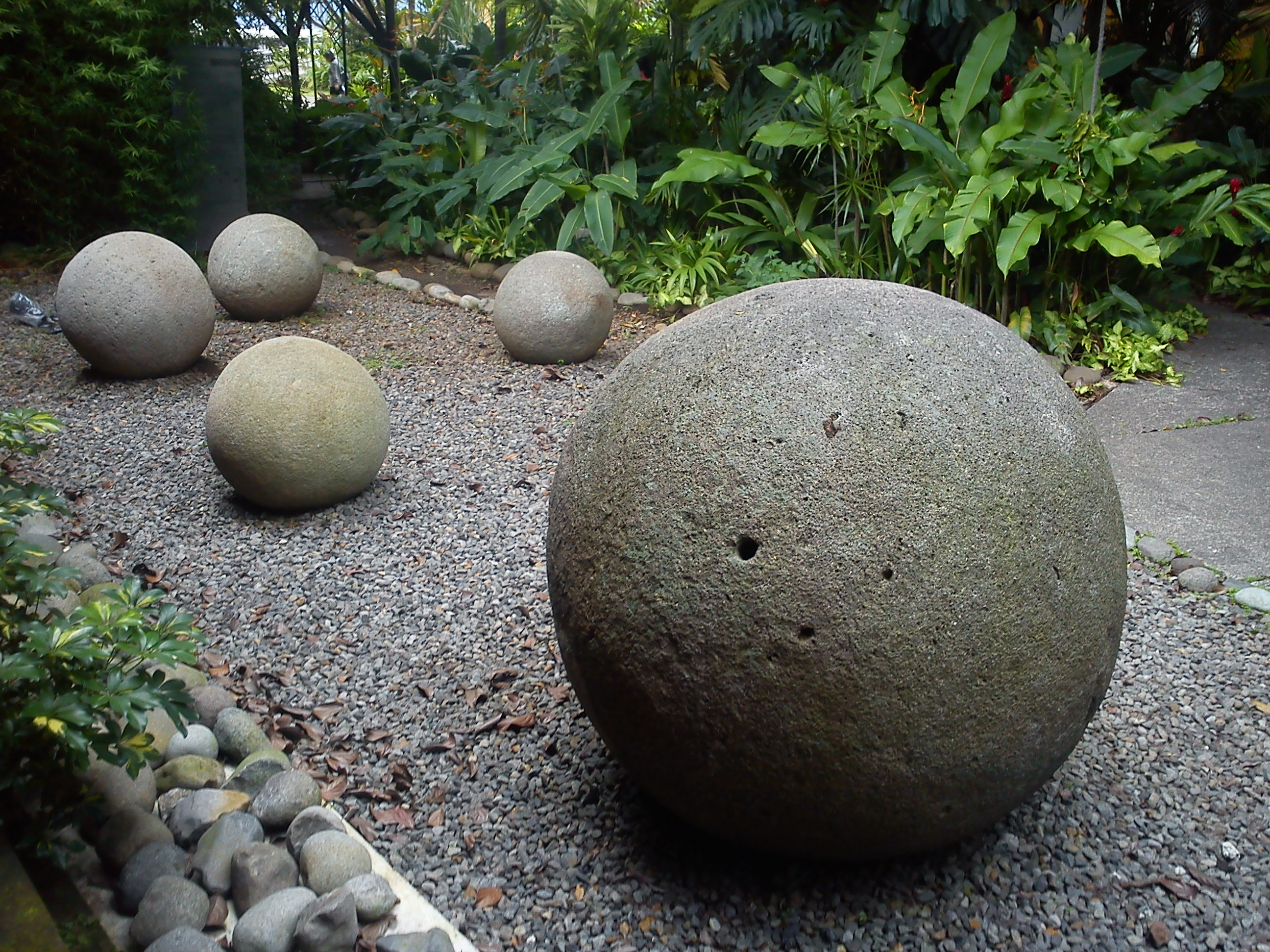
コスタリカの石球
コスタリカで複数個発見された花崗閃緑岩の石球で、限りなく真球に近いという触れ込みで広まった。
西暦300 - 800年に栄えたディキス石器文化の遺物であることが有力視されており、正式に世界遺産として登録されている。しかし、特殊な技術を用いたのではなく、手作業で長い時間をかけて製作したと考えられている。
ピーリー・レイースの地図
当時未発見であった南極大陸の海岸線が書き込まれているとされる地図。ただし、南アメリカ大陸の海岸線を紙面の都合で曲げて描いただけであるという説が有力である。実際に、拡大すればラテン語で地名が書きこまれていることが読み取れる。
デリーの鉄柱（アショカ・ピラー）
およそ1500年の間、屋外で風雨に晒されていたにもかかわらず、ほとんど錆びていない。通称「錆びない鉄柱」。鉄柱は、使われた鉄鉱石や製法の関係からリンの含有量が多く、そのおかげで表面がコーティングされ錆を防いでいると考えられている。
アンティキティラ島の機械
ギリシャのアンティキティラ島近海で発見された青銅製の歯車の組み合わせによる差動歯車機構。材質、機構ともに高精度な加工が施されており、後年には学術的に当時の技術水準が見直されることとなった。このため、「世界最古のコンピュータ」として紹介されることも多い。
恐竜土偶
恐竜そっくりの形の土偶。主に、世界は唯一絶対神によって作られたとするキリスト教の聖書原理主義者によって恐竜と人類が共存した証拠であると主張されるが、そのモデルとなった恐竜の特徴は近年考えられている恐竜のそれと喰い違っている。具体的には、ティラノサウルスと思しき恐竜がゴジラのように完全な垂直姿勢の寸胴で描かれているなど。
カブレラ・ストーン
ペルーで発見された医学の知識や、恐竜などが彫られた石のコレクション。彫られた絵の中にはセダンの車などの図柄もあり、その信憑性は非常に低い。そもそも、彫り跡が鋭すぎて古いものではありえないこと、製作した犯人の告白などから、明らかな捏造であると判明している。
古代エジプトのグライダー
古代エジプトの墳墓から発掘された、15センチメートルほどの木製品。目とくちばしが付いており、実はただの小鳥の木製模型であることは写真を見れば一目瞭然である。過去に出回ったグライダーに見えると称される写真のすべてが、目とくちばしの写らない斜め後ろや真上から撮影したもの、または写真を加工して鳥らしい特徴を消したものとなっている。
アビドス神殿の壁画
ヘリコプター・潜水艦・戦闘機などに見える絵が描かれている。実は、神殿に王名を彫り込んだヒエログリフに過ぎない。当時、王が代わると王をたたえる神殿の文字なども彫り直した。その際に文字を埋めるために使っていた漆喰が時が経って剥がれ落ち、一部の文字がくっついてしまっただけである。
ハトホル神殿の壁画（デンデラの電球）
フィラメントの入った電球らしき絵が描かれているが、実は壺から出て来る蛇の絵であり、近くで見ればちゃんと蛇の顔がついている。この絵にあわせて、「遺跡がススで汚れていないので、電気を使っていた」ともっともらしく主張されるが、発電機や電線が出土していない。そもそも、長時間大きな焚き火でもしない限り、壁が汚れるほどススは付かない。
ヴィマナ
インドの聖典『ヤジェル・ヴェーダ』や叙情詩『ラーマーヤナ』、『マハーバーラタ』に登場する飛行船。また、紀元前10世紀以前に書かれた『ヴァイマーニカ・シャストラ』にはその製造方法や操縦法が書かれている。この『ヴァイマーニカ・シャストラ』は、ヴァラドヴァージャが書いた全8章からなる幻の大原典『ヤントラ・サルヴァスパ』を元に書かれたものであると主張されているが、20世紀中ごろの創作である可能性が高い。
トルコの古代ロケット
イスタンブールのトゥスパ遺跡から発掘されたロケットの彫像。
バグダッド電池
現在のイラク、バグダードで製造されたとされる土器の壺。中央に層状の炭素が巻かれた金属棒が入っており、葡萄果汁を満たすと電池になるとして話題になったが、発見時と同様にアスファルトで封印した状態では実質機能しない。実際には金属芯の巻物を保管する壺であったと見られる。
古代中国のアルミニウム製ベルトバックル
アルミニウムが単体として分離されたのは19世紀になってからというのが化学史の定説であるが、西晋（4世紀）の武将・周処の墓からアルミニウム製のベルトバックル（帯止め）が出土したとして話題になった。しかし後の調査で、分析の結果帯止めそのものは、銀製であった。そして、最初に分析された被検体の欠片は帯止めではなく一緒に出土した小さな欠片で、しかも近代に入って墓が盗掘を受けた際に混入したものであった。第一報のみが広く伝わり、後に出された訂正の報告が周知されないままオーパーツとされた例である。
秦の始皇帝の兵馬俑坑出土のクロムメッキの剣
武器類の状態がよく、サンプルからクロムの痕跡が検出されたため、クロムメッキによる防錆処理が秦の時代に行われていたと考えられていたが、2019年に中国とイギリスの共同研究チームが発掘された武器類464点を調査した結果、いずれの武器も防錆処理された痕跡はなく、保存状態がよかったのは土壌と気候のおかげで、クロムは木や竹でできた装備に使われていた塗料に由来しているとの結論が出され、クロムメッキ説は否定された。
アッシリアの水晶レンズ
紀元前7世紀の古代アッシリアの墓から発見された水晶製の小片。調査したレンズの専門家が、レンズと結論づけたことからこう呼ばれている。象嵌材として作られた水晶片であるという見方もある。
コソの点火プラグ
発見者の主張によれば50万年前のものとされる石の中に埋まっていたとされる、点火プラグのような金属部品。X線写真による鑑定の結果、1920年代に製造された本物の点火プラグであることが確認された。その後所在が不明となったものの、2018年に所有者が判明し、再度鑑定を行ったがやはり1920年代に製造された点火プラグとの結論に至っている。
ピラミッド・アイ・タブレット
エクアドルで発見された用途不明のピラミッド型工芸品。
黄金ブルドーザー
パナマ南部のコクル地方で発見された黄金細工。背中にエメラルドが埋め込まれている。動物学者アイヴァン・サンダーソンによって古代の掘削機（ブルドーザー）であると提唱されている。
ネブラ・ディスク
ドイツで発見された人類最古の天文盤。青銅器時代に太陽太陰暦が成立したことを表すものと考えられる。
南アフリカの金属球(en:Klerksdorp sphere)
南アフリカの西トランスヴァール州の鉱山で見つかった用途不明の金属球。現地では複数発見されており、内部が空洞のものと繊維状のガラスのような物質が詰まったものの2種類あり、外側には中心に平行に走る3本の溝がある。この金属球が展示されているクラークスドルプ市博物館の館長によれば、ガラスケースの中にある金属球が、年に1、2回時計回りに自転するのだというが、館長は近くにある鉱山からの振動によって少しずつ傾くせいだとみなしている。この球体は葉ろう石の中から見つかったが、この葉ろう石が形成されたのは約28億年前とされている。だが現在では、この球体が自然物であることが判明しており、主に火山灰などの火山からの噴出物が長い期間を経て沈殿、凝縮することで形成される。世界各地でも同様の物体は発見されており、完成までにはおよそ30億年を要するとされる。
古代の鉄製ハンマー（ロンドン遺物）
アメリカテキサス州で発見された、ハンマーの化石といわれる物。テキサス州en:Creation Evidence Museum 所蔵。
数億年前のものといわれているが、書籍によって1億4000万年前から4億年前まで記述の幅が広い。オハイオ州のベイテル記念研究所の分析によると、ハンマー鋳鉄部のX線断層検査の結果は鉄96.6%、塩素2.6%、硫黄0.74%、珪素0.06%で、現代科学では塩素を含んだ合金が作成不可能なためオーパーツとされているが、非破壊のX線断層撮影で内部構造の元素分析を行うことは最新の理化学機器を以っても不可能である上、表面元素分析では付着した塩化物（人体由来等）などの影響も考えられ、分析精度自体が疑わしい。ASIOSメンバーのナカイサヤカは、鉄を中心にコンクリーションを起こして石に埋まった19世紀のハンマーだと主張している。
カンブリア紀の金属ボルト
1997年、ロシアのブリャンスクで発見された、15億年以上前に生成された石の中に埋まっていたボルト。数トンの力を加えても変形せず、X線で石を見たところ、中に同様のボルトが10個ほどあるのが確認できたという。モスクワ航空大学のチェルノブロフ教授は「15億年前に地球にやってきた宇宙船が何らかの原因で故障・爆発し、飛び散った部品の一部」だと主張している。
更新世のスプリング
1991年頃、ウラル山脈東部の川で金採掘をしていた人々が発見したらせん状の極小部品。大きさは0.003ミリメートルから3センチメートルほどで、ロシア科学アカデミーの分析によれば、これらの製造年代は推定2万-30万年前だという。だがのちに、この地には旧ソ連時代にプラント工場があり、このばねも工場からの産業廃棄物であることが判明している。
聖徳太子の地球儀
斑鳩寺に伝わるソフトボール大の地球儀で、太平洋上に三つ巴形の謎の大陸があることに特徴がある。聖徳太子という名前がついている理由は不明。特命リサーチ200Xでは江戸時代の医師、寺島良安の作であるという説を紹介している。
バールベックの巨石
世界遺産として登録されているバールベックのジュピター神殿の土台として使われている、トリリトンと呼ばれる3つの巨石。重さは650t-970t。人力では15000人の人間が必要な計算になるが、それだけの人間の力をまとめて石に働かせるのは現実問題として不可能であるとされている。その根拠は、「1トンの切石を1日1マイル（1.6キロ）運搬するのに16人必要」というイギリスBBCの番組内での実験であるが、しかしながら、何も1日1マイルのハイペースで動かす必要はなく、少人数でも長い時間をかければ移動できることがわかっており、ロシアの例をとると、有名なピョートル大帝像「青銅の騎士」の土台の1500-1600tの花崗岩(成形されたので現在は1350t)の花崗岩を移動させる際、様々な工夫を凝らしながらも機械や家畜を利用することなく、完全な人力のみで、陸上では一日当たり最大150m移動しており、作業員は400-500人程度だった。一部、はしけでの海上移動も含めて発見場所から2年かけて現在の場所まで運ばれたが、作業は主に地面が凍結する冬に行われているので、実質的な作業期間はもっと短い。なんであれ、現代的な技術が無くても、人力で1000tを超す巨石は十分に動かせ得るのは明らかである。また、こうした工事には駐留ローマ軍が担当することが多く、専門の工兵隊もいたので、人手にも技術にもあまり問題はない、ということが度外視されている。なお、南西1kmの石切り場には南の石と呼ばれる更に巨大な切石があり、高さ4.2m、幅4.8m、長さ21.5m、重さは1200t-2000tと見積もられているが、この南の石に関しては動かされた形跡はない。しかし、これも動かされていると嘘を言うオーパーツ論者もいる。
ポンペイ遺跡のモザイク画
ポンペイ遺跡に描かれたモザイク画にピグミー族が狩猟するため恐竜らしき生き物と戦う姿が描かれている。ただし、カバやワニがカリカチュア的に描かれたに過ぎないという説もある。
パレストリーナのナイルモザイク画
パレストリーナ遺跡に描かれているモザイク画。ナイルワニらしき生き物のほか、恐竜や氷河期に絶滅した動物、空想上の生き物などが描かれている。
ガレリアのモナリザ
描かれている女性の下に恐竜らしき生き物が描かれている。
ヴォイニッチ手稿
未知の文字で書かれた古文書。あざやかな植物の挿絵が多数載せられているものの、それらは全て実在しない植物であり、そのほかにも、意図や目的が不明な多数の挿絵がある。
トリンギット族のラトル
トリンギットが鳥を模して作ったといわれるラトル。姿かたちが海竜に似ている。
タ・プロームの恐竜レリーフ
カンボジアのタ・プローム遺跡に描かれている恐竜らしき生き物のレリーフ。
エル・バウル記念碑27号「球戯者の石碑」
エル・バウルにあるレリーフで異星人らしき人物が描かれている。
恐竜の岩絵
アリゾナ州のハバスパイ渓谷にある岩絵。
ミッキーマウス壁画
オーストリアのマルタ村教会で発見された700年前の壁画。オーストリアでは「ミッキーマウスの壁画」として観光客が訪れるほど知られている。
パレンケ王の石棺の浮き彫り（キニチ・ハナーブ・パカル1世）
この石棺の図柄は、縦から見て生命樹の下に寝そべる王を表現したものであり、ロケットのように見える部分はトウモロコシ、噴射炎は口を開けた大地の神であるという解釈が正しい。しかし、これを横から見て、王をロケットに乗り操縦桿を握った宇宙飛行士と誤って解釈したため、古くからUFO研究家などからマヤ文明が宇宙人によって作られた文明であるとの根拠にされてきた。
中国の衛星撮影地図
湖南省の湖南博物館に収蔵されている縮尺18万分の1の地図。2100年前の馬王堆漢墓3号墳から発見されたもので、絹に長沙国南部を描いた非常に精確な地図で、中国の考古学上二番目に古い地図。遺物を管理する王世平教授は、人工衛星が撮影した写真に基づくものだと主張している。実際、測量した方法が現在でも判明していないが、たとえ話かジョークの類であるともされている。
褐炭の頭蓋骨（フライベルグ・スカル）
19世紀初頭に発見された、褐炭、褐鉄鉱石、磁鉄鉱石で構成される頭蓋骨の工芸品。1500万年前に形成された中央ヨーロッパの褐鉄鉱石の地層から見つかった。何度も分析が行われ、無名の一般人が作った贋作という見解が一般的だったが、1998年にこの頭蓋骨をCTスキャンで調査したところ、頭蓋骨内部が樹木の年輪のような層をなしていることが判明した。もし本当に贋作だとすれば、高熱の素材（褐炭の融点が110ｰ360度であるため）の薄膜を一枚ずつ重ねて作り上げたことになり、また、当時このような方法で制作された工芸品は存在しないことから、贋造の可能性は低いとする主張がある。

### 工芸品以外のオーパーツ

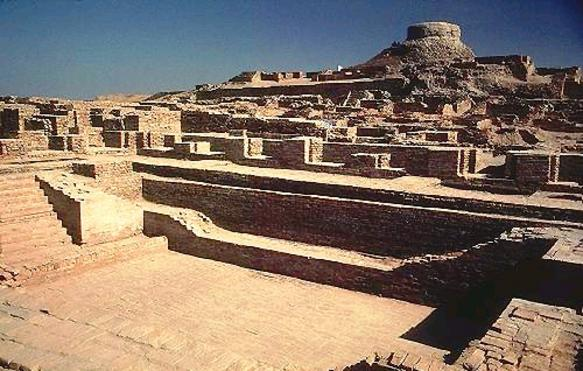
モヘンジョダロ遺跡

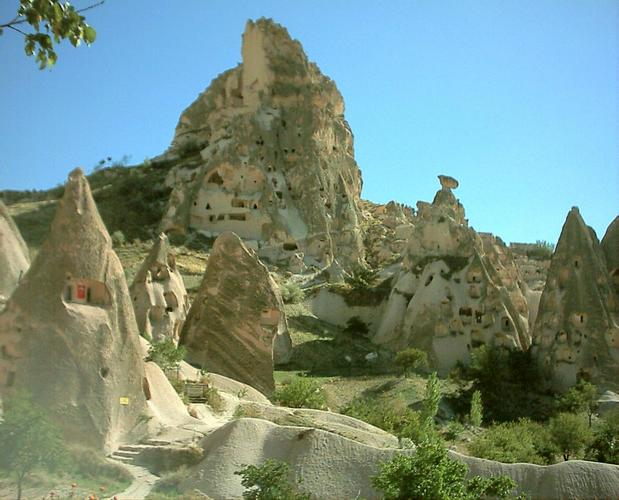
カッパドキア

以下は遺跡や技術など、もともとのオーパーツという語が持つ「工芸品」という意味にはそぐわないが、説明困難な未解明の要素があるとされる古代の遺物の一覧である。
ペルーの古代アンデスの頭蓋骨手術
紀元前3世紀頃のパラカス文化（→ナスカ文化）に行われた外科手術の跡とされる穴の空いた人間の頭蓋骨。ただし、頭蓋骨の一部を取り除くことは他の文明圏でも見られる（→「穿頭」の項目を参照のこと）。またこれらは、埋葬されたミイラ化による防腐処理された遺体のほとんど全てに見られたため、外科的な医療の痕跡ではなく、遺体の処置方法の一環である可能性がある。
その一方、インカ文明の集団墳墓では、頭骨骨折治療の痕跡とみられる治療痕（処置後の生存が確認できる穴周辺の骨の成長の跡が認められる）がみられる（→「穿頭」の項目を参照のこと）が、同文明の存在した期間は13-16世紀であり、この双方の遺物に直接の文化的連続性はない。
ナスカの地上絵
高度からの航空写真で見なければ全体像が判らないような巨大な地上絵。また、よく古代宇宙飛行士説に取り上げられる。
モヘンジョダロ近くのガラスになった町

古代史研究家のD・ダヴェンポートとE・ヴィンセンティが発見した、モヘンジョ・ダロから5キロメートルほど離れた場所に有る遺跡。周辺には大量のガラス化した石片が散乱しており、ローマ学科大学の分析によれば、極めて短時間に高熱で加熱された結果生じたものだという。そこには核爆発の痕跡と思しき場所が存在し、その場所では今もなおガイガーカウンターが反応するとの主張がある。古代核戦争説参照。
マチュ・ピチュ
高山に作られた大規模な石造都市。
沖縄県与那国島の海底遺跡
琉球大学名誉教授の木村政昭が中心となって唱えている、海底地形が「神殿」や「階段」のような人工的な石造物であるという説。海水で浸食された岩が人工建造物に見えるだけという主張もあり、人工物か否かで長く論争が続いている。

ストーンヘンジ
諸説あるが、古代の天文観測所といわれている。
カッパドキア

奇岩大地の地下にキリスト教徒が築いたとされる巨大地下都市。
ナンマトル（ナン・マドール遺跡）
玄武岩の石柱（最も重いものは推計90トン）を積み上げて作られた遺跡群。建築方法は未解明だが、少なくともムー帝国の首都の遺跡とする説は否定されている。
人間と恐竜の足跡
テキサス州グレンローズを流れるパラクシー川の白亜紀の石灰岩層で見つかった恐竜と人の足跡の化石。発見者であるアルヴィス・デルク・トラックの名前をとって、デルク・トラックともいう。だが実際には、単に小型恐竜の足跡を人間の足跡に見えるように細工しただけで、現に細工している現場も押さえられている。
踏まれた三葉虫の化石
1968年にアメリカのユタ州で発見された、サンダルで踏まれたような三葉虫の化石。この靴跡のような化石は長さが約26センチメートル、かかとのように窪んだ箇所の深さは3ミリメートルほど。単に重なり合ってそう見えるだけ、靴跡に見える化石自体が巨大な三葉虫、などの意見もあるが、そもそも化石であるかどうかの検査も行われておらず、手の込んだ彫刻である可能性もある。
バンディアガラの断崖
ドゴン族の神話の中にシリウスBを認識していたかのような知識があると言われているが、後の調査では、ドゴン族にはシリウスに関する神話そのものが存在しないことが判明し、「神話」は報告者マルセル・グリオールの捏造と考えられている。
弾丸のようなものが貫通した頭蓋骨
1921年にザンビアで発見された化石。かつてはネアンデルタール人のものと見られていたが、現在ではローデシア人のものとの見方が強いとはオーパーツのビリーバーの主張であり、実際は最初からローデシア人の化石だと断定されている。頭蓋骨の左側には小さな穴が開いており、ベルリンの法医学者が分析したところ、「高速で発射された物体が貫通した痕」との結論を出したといわれている（弾丸とまでは断定していない）。しかし、問題の穴には治癒した痕跡がある一方、場所からいって何かが貫通すれば生存できないため、実際は外傷性の穴ではないと考えられる。
白亜紀の人間の指の化石
アメリカのテキサス州で発見された、約5センチ程度の石塊。
エルフェルテ遺跡のUFO石
ボリビアのエルフェルテ遺跡にあるUFOの発射基地らしき遺跡。実際は太古の宗教施設とされている。
マルタ島の轍跡（カート・ラッツ）
マルタ島南部および南西部にある石灰岩に残った複数の轍跡。先史時代の遺跡と推測され、海中にまで伸びるものもある。